# Miron Pomirski
Miron Andrzej Pomirski (ur. 26 marca 1941 w Dzierzędze-Nadborach, zm. 19 października 2009 w Olsztynie) – polski polityk, prawnik, poseł na Sejm X i II kadencji.

## Życiorys
W 1960 ukończył Technikum Rolnicze w Golądkowie, w 1972 Studium Ekonomiki i Organizacji w Krakowie, a w 1977 studia z zakresu prawa pracy na Wydziale Prawa i Administracji Uniwersytetu Łódzkiego. Pracował w PGR Szkotowo, a potem w okręgowych spółdzielniach mleczarskich (pełnił funkcje prezesa różnych OSM).
W 1972 wstąpił do Zjednoczonego Stronnictwa Ludowego. Był prezesem Miejsko-Gminnego Komitetu partii w Jezioranach, a także wiceprzewodniczącym tamtejszej Rady Narodowej. Zasiadał w prezydium Wojewódzkiego Komitetu Związku Spożywców w Olsztynie, był też przewodniczącym Olsztyńskiej Rady Dyrektorów i członkiem Krajowej Rady Dyrektorów przy Premierze Rządu RP w Warszawie. Sprawował mandat posła na Sejm X kadencji z ramienia ZSL w okręgu biskupieckim i II kadencji z listy Polskiego Stronnictwa Ludowego wybrany z ogólnopolskiej listy wyborczej.
25 kwietnia 1996 na posiedzeniu Sejmu rozpatrzono wniosek Prokuratora Generalnego o zgodę na pociągnięcie Mirona Pomirskiego do odpowiedzialności karnej. Poseł także wniósł o uchylenie swojego immunitetu, by móc oczyścić się z postawionego mu zarzutu poświadczenia nieprawdy na dokumentach, na podstawie których jego spółdzielnia uzyskała kredyt bankowy. Sejm poparł wniosek, a sąd oczyścił go z zarzutów. Po 1997 wycofał się z aktywnej działalności politycznej.
Mieszkał w Olsztynie. Był żonaty z Donatą. Odznaczony Złotym Krzyżem Zasługi (1984). Pochowany na cmentarzu komunalnym w Olsztynie-Dywitach.